# Veľké Dravce
Veľké Dravce este o comună slovacă, aflată în districtul Lučenec din regiunea Banská Bystrica. Localitatea se află la altitudinea de 193 m deasupra n.m., se întinde pe o suprafață de 9,53 km2 și în 2017 număra 710 locuitori.

## Istoric
Localitatea Veľké Dravce este atestată documentar din 1350.

## Demografie
| An:                | 1994 | 2004   | 2014   | 2024   |
| ------------------ | ---- | ------ | ------ | ------ |
| Număr de persoane: | 631  | 642    | 698    | 679    |
| Diferență:         |      | +1,74% | +8,72% | −2,72% |

| An:                | 2023 | 2024   |
| ------------------ | ---- | ------ |
| Număr de persoane: | 686  | 679    |
| Diferență:         |      | −1,02% |

## Personalități născute aici
- Květa Fialová (1929 - 2017), actriță cehă.